# Ciudad Valles
Ciudad Valles er en by og en kommune i den mexikanske delstat San Luis Potosí. Byen var den tredje største i delstaten med et indbyggertal på 116.261 i året 2005. Ciudad Valles findes i regionen La Huasteca omtrent 130 kilometer fra Tampico i Tamaulipas.
21°59′12″N 99°01′07″V / 21.9865367°N 99.0187211°V